# غنوي
غنوي (بالفارسية: گنوی) هي قرية تقع في Howmeh Rural District في إيران. يقدر عدد سكانها بـ 27 نسمة بحسب إحصاء 2016.